# Rock Me Amadeus

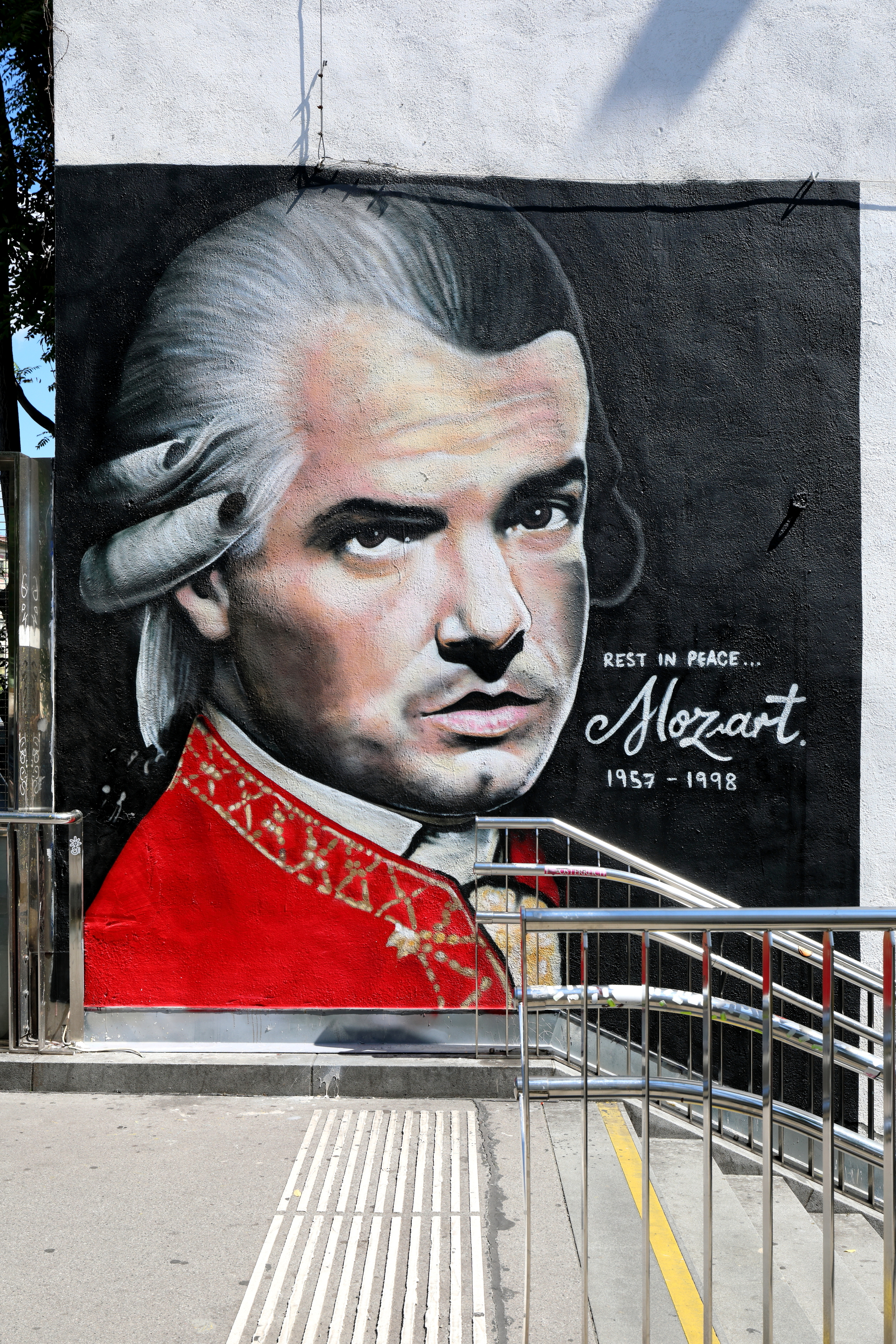
Graffito dell'artista australiano Lush Sux presso la stazione Kettenbrückengasse della metropolitana di Vienna raffigurante Falco nei panni di Mozart

Rock Me Amadeus è un singolo del cantante austriaco Falco, pubblicato nel 1985 dall'etichetta discografica Gig.

## Singolo
Il singolo è stato estratto dall'album Falco 3 e ha riscosso successo in tutta Europa, scalando le classifiche di numerosi paesi.
La canzone è stata scritta dallo stesso Falco insieme a Rob e Ferdi Bolland ed è stata prodotta da questi ultimi. Oltre a contenere diverse versioni della canzone, il singolo conteneva anche la b-side Urban Tropical, scritta da Falco e prodotta da Kurt Hauenstein.
Il nome Amadeus citato nel titolo è riferito a Wolfgang Amadeus Mozart.

## Video musicale
Nel video musicale possiamo notare come vengano mostrati elementi dello stile contemporaneo di Falco e allo stesso tempo elementi dello stile dell'epoca settecentesca.  Vediamo Falco vestito con uno smoking alla corte di Vienna nel XVIII secolo circondato da nobili dell'epoca.
Allo stesso tempo Falco con dei capelli colorati entra vestito come Mozart in un locale di Vienna, stavolta nella metà degli anni '80 del XX secolo. Qui viene scortato da una banda di motociclisti. Alla fine del video le due folle si mischiano.

## Tracce
12" Maxi (GIG 6.20473 [de])
1. Rock Me Amadeus (Salieri-Version) - 8:21
2. Rock Me Amadeus (Salieri-Version) - 4:25
3. Urban Tropical - 3:51

7" Single (GIG 111 161 [at])
1. Rock Me Amadeus - 3:22
2. Urban Tropical - 3:51

12" Maxi (GIG 666 161 [at])
1. Rock Me Amadeus - 7:07
2. Urban Tropical - 7:26

## Classifiche
| Classifica (1985) | Posizione raggiunta |
| ----------------- | ------------------- |
| Regno Unito       | 1                   |
| Irlanda           | 1                   |
| Germania          | 1                   |
| Austria           | 1                   |
| Nuova Zelanda     | 1                   |
| Stati Uniti       | 1                   |
| Svezia            | 1                   |
| Italia            | 2                   |
| Svizzera          | 2                   |
| Norvegia          | 6                   |
| Paesi Bassi       | 46                  |

## Influenza culturale
Le basi musicali delle canzoni Pagliaccio di ghiaccio di Metal Carter e I'm A Playa di Tech N9ne riprendono quella di Rock me Amadeus.
Gli Edguy, gruppo power metal tedesco, hanno inserito una cover di Rock Me Amadeus nel loro album Space Police - Defenders of the Crown, uscito nel 2014.
Nell'episodio dei Simpsons chiamato "Un pesce di nome Selma" (3F15), Troy McClure canta la canzone (cambiando "Amadeus" in "Dr. Zaius") in un musical ispirato al "Pianeta delle Scimmie".